# Die junge Frau und das Meer
Die junge Frau und das Meer (Originaltitel Young Woman and the Sea) ist eine US-amerikanische Filmbiografie aus dem Jahr 2024 von Regisseur Joachim Rønning mit Daisy Ridley als Schwimmerin Gertrude Ederle, Tilda Cobham-Hervey als deren ältere Schwester Meg, Jeanette Hain als deren Mutter und Stephen Graham als Trainer Bill Burgess.
Das Drehbuch von Jeff Nathanson basiert auf dem Buch Young Woman and the Sea von Glenn Stout. In den USA kam der Film am 31. Mai 2024 in die Kinos, auf Disney+ wurde der Film am 19. Juli 2024 veröffentlicht.

## Handlung

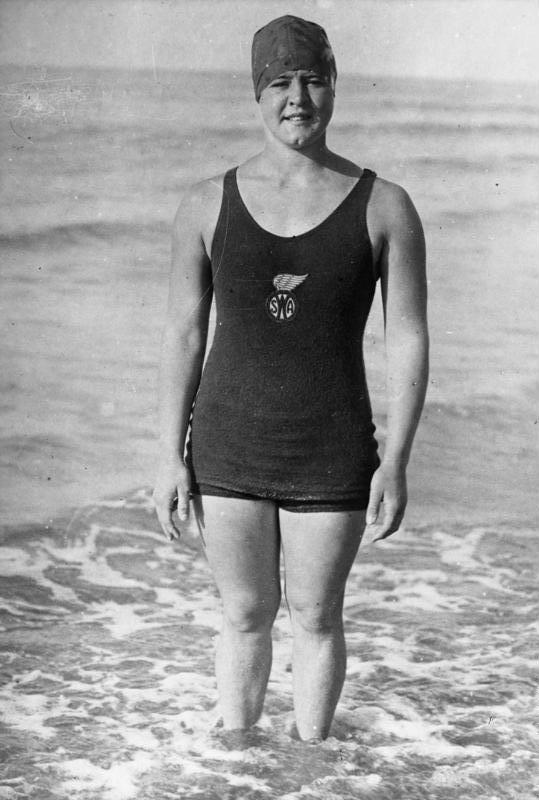
Gertrude Ederle (1930)

Gertrude Ederle, genannt Trudy, wächst in New York City als Tochter deutscher Einwanderer auf. In frühen Jahren ist ihr Talent für das Schwimmen zu erkennen, sie stellt erste Rekorde auf.
Mit der Unterstützung ihrer älteren Schwester Meg und ihrer Trainer schafft sie es in die olympische Schwimmmannschaft und gewinnt bei den Olympischen Spielen 1924 in Paris eine Goldmedaille in der 4×100-Meter-Freistilstaffel und je eine Bronzemedaille über 100 und 400 Meter Freistil.
Zwei Jahre später durchschwimmt sie betreut von Trainer William Burgess als erste Frau den Ärmelkanal, ein Vorhaben, das bis dahin inklusive Burgess nur fünf Männern gelungen war.

## Besetzung und Synchronisation
Die deutschsprachige Synchronisation übernahm die Splendid Synchron. Dialogregie führte Dorothee Muschter, das Dialogbuch schrieb Annemarie Vogel.
| Rolle                            | Darsteller            | Synchronsprecher             |
| -------------------------------- | --------------------- | ---------------------------- |
| Gertrude „Trudy“ Ederle          | Daisy Ridley          | Kaya Marie Möller            |
| Aileen Riggin                    | Devina Vassileva      | Eleni Möller-Architektonidou |
| Babe Ruth                        | Mariyan V. Stefanov   | Daniela Molina               |
| Benji Zammit                     | Alexander Karim       | Tim Knauer                   |
| Gertrude Anna Ederle             | Jeanette Hain         | Jeanette Hain                |
| Bill Burgess                     | Stephen Graham        | Achim Buch                   |
| Charlotte „Eppy“ Epstein         | Sian Clifford         | Nora Kunzendorf              |
| Dr. Weiss                        | Velizar Binev         | Reinhard Scheunemann         |
| Harry Horlick                    | Alex Hassell          | Peter Lontzek                |
| Henry Ederle                     | Kim Bodnia            | Thomas Kästner               |
| Henry Ederle Jr. (jung)          | Raphael J. Bishop     | Luca Hinz                    |
| Henry Ederle Jr. (Teenager)      | Ethan Rouse           | Mika Hinz                    |
| Jabez Wolffe                     | Christopher Eccleston | Bernd Vollbrecht             |
| James Sullivan                   | Glenn Fleshler        | Christian Gaul               |
| Jonas                            | John Carew            | Sascha Oliver Bauer          |
| Margaret „Meg“ Ederle (jung)     | Lilly Aspell          | Milena Rybiczka              |
| Margaret „Meg“ Ederle (Teenager) | Tilda Cobham-Hervey   | Sophie Lechtenbrink          |
| Millie                           | Vanina Yordanova      | Jennifer Bischof             |
| Onkel Jan                        | Doc Butler            | Rüdiger Kluck                |

## Produktion und Hintergrund
Der Film wurde von Jerry Bruckheimer Films produziert, Produzenten waren Jerry Bruckheimer, Chad Oman und Jeff Nathanson. Die Dreharbeiten fanden vom 4. April bis zum 25. Juni 2022 in Bulgarien statt, gedreht wurde in Sofia, Warna und Kawarna.
Die Kamera führte Óscar Faura, die Musik stammte von Amelia Warner, die Montage verantwortete Úna Ní Dhonghaíle und das Casting Fiona Weir. Das Szenenbild gestaltete Nora Takacs Ekberg, das Kostümdesign Gabriele Binder.
Ursprünglich war 2015 Lily James für die Rolle der Gertrude Ederle vorgesehen. Regisseur Joachim Rønning, Drehbuchautor Jeff Nathanson und Produzent Jerry Bruckheimer hatten bei Pirates of the Caribbean: Salazars Rache (2017) zusammengearbeitet.

## Rezeption
Am 19. Juli 2024 waren 75 von 86 bei Rotten Tomatoes aufgeführte Kritiken positiv bei einer durchschnittlichen Bewertung von 6,9 der 10 möglichen Punkte. Bei Metacritic erhielt der Film am 19. Juli 2024 einen Metascore von 62 von 100 möglichen Punkten, der auf 26 Rezensionen basierte.
serieasten.tv vergab 6 von 10 Punkten und meinte, dass die Produktion ein guter, aber nicht herausragender Film sei. Er brilliere durch seine inspirierende und wahre Geschichte einer jungen Frau, die gegen alle Widerstände ihren Traum verwirklicht. Als Feel-Good-Movie sei er definitiv sehenswert, auch wenn er keine neuen cineastischen Maßstäbe setze.
Dani Maurer bewertete die Produktion auf outnow.ch mit fünf von sechs Sternen. Selbst wer den Ausgang der Geschichte kennt, leide ein bisschen mit Trudy mit. Getragen von einer starken Daisy Ridley, sei der Film ein Drama in der Art, wie es wohl Hollywood am besten drehen kann. Ein starker Film mit einer überzeugenden Heldin und viel Gesprächsstoff zum Thema Gleichberechtigung.
derwatchdog.de urteilte, das Joachim Rønning mit diesem Film eine meisterhafte Verschmelzung von Emotion und Bild gelinge, die dem modernen Kino oft fehle. Das Ergebnis sei euphorisches Wohlfühlkino in Reinstform, das in den entscheidenden Momenten für Gänsehaut sorge.
Ilija Glavas (7,5 von 10 Punkten) bezeichnete die Produktion auf kinomeister.de als klassischen Wohlfühlfilm, der durch seine Einfachheit berühre. Zwar verliere er sich manchmal in den Details, werde aber durch die starke Leistung von Daisy Ridley und das emotionale Zentrum der Geschichte getragen. Wer Filme mit Herz, Mut und einer starken Frau im Mittelpunkt liebe, werde hier voll auf seine Kosten kommen.

## Auszeichnungen und Nominierungen
Satellite Awards 2024
- Nominierung in der Kategorie Bester Film – Drama

World Soundtrack Award 2024
- Nominierung für den Public Choice Award (Amelia Warner)[15]

Für die Oscarverleihung 2025 wurde der Film in die Vorauswahl für die beste Filmmusik (Amelia Warner) aufgenommen.